# 11 августа
11 августа — 223-й день года (224-й в високосные годы) по григорианскому календарю.
До конца года остаётся 142 дня.
До 15 октября 1582 года — 11 августа по юлианскому календарю, с 15 октября 1582 года — 11 августа по григорианскому календарю.
В XX и XXI веках соответствует 29 июля по юлианскому календарю.

## Праздники и памятные дни

### Национальные
- Армения — День национальной идентичности[2]
- Япония — День гор (Mountain Day)[3]
- Чад — День независимости
- Россия — День здорового сердца в клиниках[4]
- США — День президентской шутки[5]
- Латвия — День памяти бойцов за свободу Латвии[6]

### Религиозные
Православие
 — Память мученика Каллиника Киликийского (III—IV в.);
 — рождество святителя Николая, архиепископа Мир Ликийских, Чудотворца (ок. 270);
 — память преподобных Константина и Космы Косинских, Старорусских (XIII в.);
 — память мученицы Серафимы девы (117—138);
 — память мученицы Феодотии и трёх чад её (304);
 — память мученика Евстафия Мцхетского (589);
 — память святителя Луппа, епископа Трикассинского (Труаского), исповедника (479);
 — память преподобномученика Михаила Савваита черноризца (IX в.);
 — память преподобномучеников Серафима (Богословского) и Феогноста (Пивоварова), иеромонахов (1921);
 — память преподобномученика Анатолия (Смирнова), иеромонаха (после 1930);
 — память священномученика Алексия Красновского, пресвитера, и преподобномученика Пахомия (Русина), иеромонаха (1938);
 — память мученика Даниила Черкасского (Кушнира) (1766).

### Именины

#### Католические
Клара, Сусанна.

#### Православные
Дата дана по новому стилю.
Мужские: Анатолий, Алексей, Астафий, Волк, Даниил, Лупп, Каллиник, Константин, Кузьма, Михаил, Николай, Пахом, Серафим, Фегност.
Женские: Богдана, Серафима, Федотья.

## События
См. также: Категория:События 11 августа

### До XIX века
- 3114 до н. э. — начало Длинного счёта в календаре майя.
- 480 до н. э. — Битва при Фермопилах между персидской армией и союзом греческих полисов.
- 117 — начало правления римского императора Публия Элия Адриана.
- 843 — подписан Верденский договор.
- 923 — Абу Тахир аль-Джаннаби устроил рейд на Басру[15].
- 1378 — русское войско впервые разбивает золотоордынцев в Битве на реке Воже.
- 1471 — заключён Коростынский мир между Московским княжеством и Новгородской республикой
- 1492 — Конклав избрал Александра VI Папой Римским.
- 1707 — Пруссия и Швеция сформировали «Вечный альянс».
- 1767 — в Англии совершено последнее сожжение человека.
- 1774 — в Пензе оглашён Манифест во всенародное известие жителям Пензы и Пензенской провинции Емельяна Пугачёва, даровавший вольность для крепостных крестьян.
- 1791 — российский флот под командованием адмирала Фёдора Фёдоровича Ушакова разгромил турецкую эскадру в сражении при Калиакрии.

### XIX век
- 1804 — Австрия стала империей.
- 1845 — в Петербурге изготовлен первый российский магистральный паровоз для строящейся между Петербургом и Москвой железной дороги.
- 1863 — Франция установила свой протекторат над Камбоджей.
- 1899 — введение «Временных правил» об отдаче студентов в солдаты за участие в студенческом движении.

### XX век
- 1902 — английский король Эдуард VII передал государству дворец Осборн, любимую резиденцию королевы Виктории.
- 1906 — француз Эжен Огюстен Лост запатентовал в Великобритании технику записи звука к кинофильму.
- 1909 — американский пароход «Арапаоэ», задрейфовавший по пути из Нью-Йорка в Джексонвилл, первым в мире передал по радио сигнал SOS.
- 1912 — в России вышло первое футбольное издание — «Ежегодник Всероссийского футбольного союза».
- 1918 — предположительная дата установки памятника Иуде Искариоту в Свияжске. Открытие памятника могло состояться также 12 августа. Спустя две недели он бесследно исчез.
- 1919 — принятие конституции Веймарской республики.
- 1920 — основан музей-усадьба «Абрамцево».
- 1921 — опубликован наказ Совнаркома о проведении в жизнь новой экономической политики (НЭП).
- 1922 — в качестве слов гимна Германии утверждён первый куплет стихов «Дойчланд, Дойчланд юбер аллес», написанных в 1848 году профессором Августом Генрихом Гофманом Фон Фаллерслебеном. Музыкой гимна стала мелодия, написанная Йозефом Гайдном в 1797 году для императора Франца II. После Второй мировой войны гимн был отменён, но в 1950 году вновь восстановлен со словами третьего куплета. Ныне это гимн объединённой Германии.
- 1926 — компания «Кодак» объявила, что она начала работы по созданию цветной киноплёнки.
- 1928 — В Москве открылась Первая всесоюзная Спартакиада.
- 1929
  - Иран и Ирак подписали договор о дружбе.
  - В Цюрихе создано Агентство по отправке в Палестину евреев.
- 1942 — нацистами уничтожено гетто в Ивацевичах.
- 1943 — президент США Ф. Рузвельт пообещал Филиппинам независимость по окончании войны[источник не указан 2779 дней].
- 1945 — началась Южно-Сахалинская операция РККА против японских войск в ходе Советско-японской войны. Весь остров Сахалин целиком стал принадлежать СССР.
- 1947 — в «Правде» опубликована статья Д. Шепилова «Советский патриотизм», ставшая началом кампании по обвинению деятелей культуры в космополитизме.
- 1949 — руководство СССР объявило о том, что прекращает считать Югославию союзником.
- 1954 — Постановление Президиума Союза советских писателей об ошибках журнала «Новый мир». В «ошибку» журналу вменена публикация идеологически незрелых статей Владимира Померанцева, Михаила Лифшица, Фёдора Абрамова, Марка Щеглова.
- 1957 — завершён VI Всемирный фестиваль молодёжи и студентов в Москве.
- 1959 — в Москве открыт международный аэропорт Шереметьево.
- 1960 — французская колония Чад обрела независимость и стала Республикой Чад.
- 1962 — запуск космического корабля Восток-3. Андриян Николаев становится третьим советским космонавтом.
- 1969
  - На экраны вышел фильм «Доживём до понедельника» режиссёра Станислава Ростоцкого.
  - В одном из клубов Беверли-Хиллз Дайана Росс (Diana Ross) впервые представила аудитории группу «Jackson 5». Конечно, самое неотразимое впечатление на три с половиной сотни гостей произвёл 11-летний мальчуган по имени Майкл.
- 1973 — по Центральному телевидению начат показ телефильма «Семнадцать мгновений весны».
- 1975 — США наложили вето на вступление Вьетнама в ООН.
- 1979
  - Столкновение над Днепродзержинском. Погибли 178 человек, в том числе 17 участников узбекской команды «Пахтакор».
  - Приведён в исполнение смертный приговор «Тоньке-пулемётчице», палачу Локотского округа (расстреляла более 1500 человек).
  - «Одна семья — один ребёнок»: Чэнь Мухуа в газете «Жэньминь жибао» объявила, что ради политики «Четыре модернизации[англ.]» нужно контролировать рост населения Китая[16].
- 1984 — президент США Рональд Рейган, проверяя микрофон перед пресс-конференцией, заявил на всю страну, не зная, что микрофон включён: «Дорогие американцы, я рад сообщить вам, что только что подписал закон об объявлении России вне закона на вечные времена. Бомбардировка начнётся через пять минут».
- 1989 — реабилитированы все осуждённые по делу «Союза освобождения Украины».
- 1990 — бунт заключённых в СИЗО города Сухуми[источник не указан 2779 дней].
- 1992 — открылась Международная авиационно-космическая выставка «МосАэроШоу-92», будущий регулярный международный авиасалон в Жуковском.
- 1994 — Фидель Кастро отменил ограничения на выезд с Кубы. К концу августа с острова уехало 20 тысяч граждан.
- 1998 — группа The Rolling Stones впервые выступила с концертом в Лужниках.
- 1999
  - Полное солнечное затмение, видимое на территории Европы.
  - В штате Канзас из программ государственных школ изъяты лекции по теории эволюции Ч. Дарвина.

### XXI век
- 2003 — НАТО приняла командование международными миротворческими силами в Афганистане.
- 2004 — ростовский суд признал Филиппа Киркорова виновным в оскорблении журналистки Ирины Ароян.
- 2011 — крушение на перегоне Ерал — Симская в Челябинской области.
- 2012 — Тебризское землетрясение, более 300 погибших.
- 2017 — столкновение двух поездов в египетской Александрии, 41 погибший, более 170 пострадавших.
- 2023 — запуск автоматической межпланетной станции «Луна-25».
- 2024 — закрытие летних Олимпийских игр в Париже

## Родились
См. также: Категория:Родившиеся 11 августа

### XVIII век
- 1081 — Генрих V (ум. 1125), король Германии (1106—1125), император Священной Римской империи (1111—1125).
- 1643 — Георг Динценхофер (ум. 1689), немецкий архитектор, старший из братьев Динценхоферов.
- 1744 — Томас Антониу Гонзага (ум. 1810), бразильский поэт, адвокат, общественный деятель.
- 1748 — Йозеф Шустер (ум. 1812), немецкий композитор.
- 1772 — Иоганн Вильгельм Эдуард Д’Альтон (ум. 1840), немецкий анатом, отец Иоганна Самуеля Эдуарда.
- 1778 — Фридрих Людвиг Ян (ум. 1852), немецкий педагог, «отец современной гимнастики».
- 1795 — Иван Спасский (ум. 1861), русский врач, домашний доктор семьи А. С. Пушкина, автор записок о последних днях жизни поэта.

### XIX век
- 1813 — Камеамеа III (ум. 1854), третий гавайский король, правитель Гавайского королевства (1825—1854).
- 1826 — Эндрю Джексон Дэвис (ум. 1910), американский ясновидец и оккультист, основатель американского спиритизма.
- 1837 — Сади Карно (убит в 1894), инженер, ставший президентом Франции (1887—1894).
- 1838 — Александр Шеллер-Михайлов (ум. 1900), русский писатель («Жизнь Шупова», «Господа Обносковы», «Гнилые болота»).
- 1858 — Христиан Эйкман (ум. 1930), голландский врач, лауреат Нобелевской премии в области медицины и физиологии (1929).
- 1885 — София Парнок (ум. 1933), русская поэтесса, переводчица, литературный критик.
- 1892 — Владислав Андерс (ум. 1970), генерал польской армии, сформировавший в 1941—1943 гг. на территории СССР из бывших военнопленных и интернированных граждан Польши так называемую Армию Андерса.
- 1897 — Энид Мэри Блайтон (ум. 1968), английская детская писательница.
- 1900
  - Александр Мосолов (ум. 1973), советский композитор (оперы «Герой», «Плотина», «Сигнал» и др.) и пианист.
  - Чарльз Паддок (ум. 1943), американский легкоатлет, двукратный олимпийский чемпион.

### XX век
- 1904 — Георгий Мунблит (ум. 1994), советский и российский писатель, драматург, сценарист, литературный критик.
- 1907 — Константин Родзаевский (расстрелян в 1946), лидер Всероссийской фашистской партии (1931—1943).
- 1909 — Валентина Конен (ум. 1991), советский историк музыки.
- 1910
  - Филипп Агостини (ум. 2001), французский кинооператор и кинорежиссёр.
  - Джордж Хоманс (ум. 1989), американский социолог.
- 1919 — Жинетт Невё (ум. 1949), французская скрипачка.
- 1920 — Яков Слободкин (ум. 2009), виолончелист, педагог, народный артист РСФСР.
- 1921 — Алекс Хейли (ум. 1992), американский негритянский писатель, лауреат Пулитцеровской премии.
- 1926
  - Аарон Клуг (ум. 2018), британский и южноафриканский учёный, биохимик, лауреат Нобелевской премии (1982).
  - Элла Некрасова (ум. 2008), советская киноактриса.
- 1927 — Александр Юрлов (ум. 1973), хоровой дирижёр, музыкальный и общественный деятель, педагог, народный артист РСФСР.
- 1930 — Цтирад Машин (ум. 2011), чехословацкий деятель антикоммунистического подполья в Чехословакии в начале 1950-х годов.
- 1931 — Генрих Сидоренков (ум. 1990), советский хоккеист, олимпийский чемпион (1956), чемпион мира (1954).
- 1932 — Фернандо Аррабаль, испанский сценарист, драматург, кинорежиссёр, актёр, прозаик и поэт.
- 1933 — Ежи Гротовский (ум. 1999), польский театральный режиссёр, педагог, теоретик театра.
- 1936 — Владимир Самсонов (ум. 2024), советский и российский режиссёр мультипликационных фильмов.
- 1939 — Анатолий Кашпировский, советский психотерапевт.
- 1943 — Первез Мушарраф (ум. 2023), 10-й президент Пакистана (2001—2008).
- 1944
  - Иан Макдермид, шотландский актёр и режиссёр.
  - Фредерик Уоллас Смит (ум. 2025), американский бизнесмен; основатель, председатель совета директоров и президент компании FedEx.
- 1946 — Мэрилин вос Савант, американская писательница, женщина с самым высоким в мире IQ.
- 1947 — Стюарт Гордон, американский режиссёр, сценарист и продюсер.
- 1949 — Эрик Кармен (ум. 2024), американский певец, поэт-песенник, клавишник и гитарист.
- 1950
  - Эрик Бранн (ум. 2003), американский музыкант, гитарист рок-группы «Iron Butterfly».
  - Стив Возняк, американский программист, один из основателей фирмы Apple.
  - Геннадий Никонов (ум. 2003), советский, российский оружейный конструктор, создатель автомата АН-94 «Абакан».
- 1953 — Халк Хоган (ум. 2025),  американский профессиональный борец, киноактёр.
- 1954 — Джо Джексон, британский рок-музыкант, автор песен.
- 1955 — Сергей Мавроди (ум. 2018), российский предприниматель, основатель АО «МММ».
- 1956 — Юрий Томошевский (ум. 2018), советский и российский актёр и режиссёр театра и кино.
- 1958 — Паскаль Тренке-Ашен, французская фехтовальщица на рапирах, двукратная олимпийская чемпионка (1980)
- 1965 — Виола Дэвис, американская актриса, обладательница «Оскара», «Золотого глобуса» и др. наград.
- 1968 — Анна Ганн, американская актриса, дважды лауреат премии «Эмми».
- 1973 — Кристин Армстронг, американская велогонщица, трёхкратная олимпийская чемпионка в раздельной гонке на шоссе (2008, 2012, 2016)
- 1974
  - Оскар Кучера, российский актёр, теле- и радиоведущий, певец, музыкант.
  - Одри Местре (погибла в 2002), французская рекордсменка-фридайвер.
- 1977 — Владимир Пономарёв, российский режиссёр анимационного кино.
- 1983 — Крис Хемсворт, австралийский киноактёр.
- 1984 — Людмила Постнова, российская гандболистка, трёхкратная чемпионка мира.
- 1989 — Хулио Сесар Ла Крус, кубинский боксёр-любитель, двукратный олимпийский чемпион (2016, 2020).
- 1993 — Элисон Стоунер, американская певица, актриса, танцовщица и модель.

## Скончались
См. также: Категория:Умершие 11 августа

### До XX века
- 1253 — Клара Ассизская (р. 1194), святая, монахиня, основательница ордена кларисс.
- 1464 — Николай Кузанский (р. 1401), философ, теолог, учёный, математик, церковно-политический деятель.
- 1614 — Лавиния Фонтана (р. 1552), итальянская художница болонской школы.
- 1654 — Боголеп Черноярский (р. 1647), святой отрок-схимник.
- 1818 — Иван Кулибин (р. 1735), русский механик-самоучка.
- 1856 — князь Михаил Баратаев (р. 1784), российский государственный деятель, историк, исследователь грузинской нумизматики.
- 1890 — Джон Генри Ньюмен (р. 1801), английский теолог, кардинал Римско-католической церкви.

### XX век
- 1907 — Теобальд Кернер (р. 1817), немецкий поэт.
- 1913
  - Василий Авсеенко (р. 1842), беллетрист, критик и публицист.
  - Дмитрий Пихно (р. 1853), российский экономист, политический и государственный деятель.
- 1919 — Эндрю Карнеги (р. 1835), американский сталепромышленник, мультимиллионер, филантроп.
- 1927 — Альберт Хирш (р. 1841), австрийский народный композитор, поэт, певец, актёр, режиссёр и драматург.
- 1932 — Максимилиан Волошин (р. 1877), русский поэт, художественный критик и художник.
- 1937 — Эдит Уортон (р. 1862), американская писательница, первая женщина, удостоенная Пулитцеровской премии (1921).
- 1943 — Виктор Савин (р. 1888), коми поэт и драматург.
- 1955 — Роберт Вильямс Вуд (р. 1868), американский физик-оптик, основоположник ультрафиолетовой фотографии.
- 1956 — Джексон Поллок (р. 1912), американский художник-абстракционист.
- 1974
  - Моисей Фрадкин (р. 1904), советский художник, график.
  - Мария Максакова (р. 1902), оперная певица, педагог, народная артистка СССР.
- 1976 — Вера Матвеева (р. 1945), российский поэт, бард.
- 1979
  - погиб Владимир Фёдоров (р. 1955), советский футболист, бронзовый призёр Олимпиады 1976 г.
  - погиб Михаил Ан (р. 1952), советский футболист, мастер спорта СССР международного класса.
- 1980 — Михаил Водопьянов (р. 1899), советский лётчик, участник спасения экипажа «Челюскина», один из первых Героев Советского Союза.
- 1983 — Сацуо Ямамото (р. 1910), японский кинорежиссёр и сценарист.
- 1984 — Владимир Лёвшин (р. 1904), советский детский писатель.
- 1987 — Михаил Овсянников (р. 1915), советский философ, автор книг о Гегеле.
- 1994
  - Терентий Мальцев (р. 1895), советский полевод, новатор сельского хозяйства, дважды Герой Социалистического Труда.
  - Питер Кушинг (р. 1913), английский актёр.
  - Станислав Чекан (р. 1922), советский и российский актёр театра и кино.
- 1996 — Ванга (р. 1911), болгарская ясновидящая.

### XXI век
- 2002 — Виктор Власов (р. 1925), советский баскетболист, призёр олимпийских игр.
- 2012 — Юрий Третьяков (р. 1931), советский и российский учёный-химик, академик АН СССР и РАН.
- 2014 — Робин Уильямс (р. 1951), американский актёр и стендап-комик, лауреат премии «Оскар».
- 2018 — Видиадхар Найпол (р. 1932), британско-тринидадский писатель индийского происхождения, лауреат Нобелевской премии по литературе (2001).

## Приметы
Мученика Калинника. Калинник день. Калинов день.
- Коли на Калиника туманы, то припасай косы (или закром) на овёс с ячменём.
- Первые морозы, называющиеся Калинниками.
- Пронеси, Господи, Калиника мороком (то есть туманом), а не морозом.
- Коли спелый овёс зазеленеет во второй раз — осень будет ненастной.
- «На Калинника туман — жди холода»[17].